# Ahmed Sefrioui
Pour les articles homonymes, voir Sefrioui.
Œuvres principales
- Le Chapelet d'ambre (1949)
- La Boîte à merveilles (1954)
- La Maison de servitude (2001)
- Le Jardin des sortilèges, ou le Parfum des légendes (1989)

Ahmed Sefrioui (en arabe : أحمد الصفريوي), dit le « Loti marocain », né à Fès en 1915 et décédé le 25 février 2004 à Rabat, il est l'un des fondateurs de la littérature maghrébine d'expression française. Ahmed Sefrioui a écrit un certain nombre de romans qui ont rencontré un certain succès, notamment Le Chapelet D'Ambre avec lequel il obtient le Grand prix littéraire du Maroc.

## Biographie
Enfant, Ahmed Sefrioui vit dans la médina de Fès. Après de brillantes études, il devient conservateur de musée, toujours dans la ville de  Fès, ville que l'on retrouve dans la plupart de ses écrits. De l’école coranique aux écoles de Fès, en passant par la découverte de la langue française, se fait un cheminement que l'on retrouve dans ses écrits « historiques ».
Il devient journaliste à L'Action du peuple, puis assure des fonctions dans la gestion et la protection du patrimoine de la ville de Fès. Il entre ensuite à la Direction du tourisme à Rabat.
En 1949, il se voit décerner le grand prix littéraire du Maroc (« que le prince héritier Mohammed VI lui remettra une seconde fois un demi-siècle plus tard, le prix ayant été rebaptisé prix du Maroc indépendant »), attribué pour la première fois à un Marocain, pour le manuscrit du Chapelet d'ambre. L'Académie française lui décernera également en 1949 le prix Marcelin Guérin.
La majorité de ses écrits feront l'objet de rééditions ou de traductions.
Il meurt en février 2004 à Rabat, à l'âge de 89 ans.

## Œuvres
Ahmed Sefrioui a publié des ouvrages de fiction et plusieurs ouvrages documentaires sur le Maroc.
Liste non exhaustive
- Le Chapelet d'ambre, Paris, Julliard, 1949Recueil de nouvelles mystiques dans lequel il évoque la médina de Fès.
- La Boîte à merveilles, Paris, Le Seuil, 1954Roman autobiographique qui raconte les souvenirs d'un enfant nommé Sidi Mohammed[6].
- La maison de servitude, Alger, Société nationale d'édition et de diffusion, 1973Roman métaphysique, suite informelle de La Boîte à Merveilles. Rééd. Rabat, Marsam, 2000.
- Le Jardin des sortilèges, ou le Parfum des légendes, L'Harmattan, 1989Recueil de contes puisés dans le fonds de littérature orale des milieux populaires traditionnels. Rééd. Rabat, Marsam, 2001.
- Le Ciel Bleu , L'Harmattan, 1978"Le Ciel Bleu" d'Ahmed Sefrioui nous plonge dans la vie d'une famille marocaine confrontée aux réalités du quotidien. L'histoire se déroule dans un village où les personnages font face à des enjeux sociaux et économiques. À travers leurs expériences, Sefrioui explore les dynamiques familiales et les aspirations individuelles, le tout sous le ciel bleu emblématique du Maroc.